# Prentiss (Maine)
Prentiss es un territorio no organizado ubicado en el condado de Penobscot en el estado estadounidense de Maine. En el Censo de 2010 tenía una población de 214 habitantes y una densidad poblacional de 2,16 personas por km².

## Geografía
Prentiss se encuentra ubicado en las coordenadas 45°30′17″N 68°4′36″O / 45.50472, -68.07667. Según la Oficina del Censo de los Estados Unidos, Prentiss tiene una superficie total de 98.99 km², de la cual 98.89 km² corresponden a tierra firme y (0.11%) 0.11 km² es agua.

## Demografía
Según el censo de 2010, había 214 personas residiendo en Prentiss. La densidad de población era de 2,16 hab./km². De los 214 habitantes, Prentiss estaba compuesto por el 95.79% blancos, el 0% eran afroamericanos, el 0% eran amerindios, el 0% eran asiáticos, el 0% eran isleños del Pacífico, el 0% eran de otras razas y el 4.21% pertenecían a dos o más razas. Del total de la población el 0.93% eran hispanos o latinos de cualquier raza.